# 7月30日
7月30日是阳历年的第211天（闰年是212天），离一年的结束还有154天。

## 大事記

### 20世紀以前
- 762年：阿拔斯帝國哈里發曼蘇爾將都城從幼發拉底河河畔的安巴爾遷往巴格達。
- 1402年：明成祖朱棣大祀南郊，即帝位。
- 1419年：布拉格市民在胡斯派領導下反抗神聖羅馬皇帝西吉斯蒙德的統治，胡斯戰爭爆發。
- 1619年：美国第一个由选举产生的殖民地议会召开。
- 1811年：早期墨西哥獨立戰爭領導者米格爾·伊達爾戈·伊·科斯蒂利亞遭到西班牙政府處死。

### 20世紀
- 1905年：孙中山等在日本东京召开“同盟会”筹备会，17省代表参加。
- 1903年：布尔什维克首次出现，与孟什维克于俄国社会民主工党第二次代表大会分裂。
- 1912年：日本大正天皇接替因為糖尿病逝世的明治天皇即位，年號亦從明治改為大正。
- 1920年：台灣市制實施，為台灣總督府於台灣實施的重要地方自治措施。
- 1923年：中国自行设计生产的第一架飞机研制成功[1]。
- 1926年：阿尔巴尼亚边界得到国际公认。
- 1930年：乌拉圭国家足球队在决赛以4比2击败阿根廷国家足球队，赢得首届国际足协世界杯冠军。
- 1932年：第10届夏季夏季奥林匹克运动会在美国洛杉矶开幕，这也是中国第一次派出代表队参加奥运会。
- 1937年：日军首次攻入天津。
- 1950年：在被稱為國王問題的政治危機高峰期，比利時憲兵在格拉斯-奧洛涅的一次罷工中槍殺了四名工人。
- 1953年：英国和利比亚缔结同盟条约。
- 1962年：阿尔及利亚独立。
- 1966年：在伦敦温布利体育场上英格兰足球队当着93000球迷，以4：2击败西德队夺得1966年世界杯足球赛冠军
- 1971年：香港教育司宣佈實施免費小學教育。
- 1971年：全日本空输一架波音727客机在盛冈市上空与日本自卫队F-86战斗机相撞，造成162人死亡。
- 1971年：美國阿波羅15號太空人大衛·史考特和詹姆斯·艾爾文登陸月球，並首次駕駛阿波羅月球車。
- 1972年：马王堆汉墓女尸出土。
- 1975年：美國工會領袖吉米·霍法在底特律附近一家餐廳外最後露面後失蹤。
- 1978年：琉球群島道路交通在當地上午6時改回日本的靠左行駛，結束美國自1945年起實施的靠右行駛。
- 1980年：英國政府公佈《英國國籍令白皮書》。
- 1980年：南太平洋赫布里底群岛宣布成立瓦努阿图独立共和国。
- 1984年：青藏鐵路第一期（西寧—格爾木段）交付使用。
- 1992年：中国遞了加入《世界版权公约》的官方文件，同年10月30日對中國生效[2]。
- 1992年：環球航空一架洛歇L-1011在紐約肯尼迪機場起飛時墜毀，機上292人在90秒內全部逃生。
- 1993年：河野洋平當選日本自民黨總裁。
- 1996年：中国暂停核试验[3]。
- 1998年：小渊惠三当选日本首相。
- 1999年：摩洛哥王储西迪·穆罕默德正式登基，称穆罕默德六世。

### 21世紀
- 2002年：第四屆亞太口琴節於日本厚木市文化中心舉行。
- 2003年：中国国务院第16次常务会议通过了《婚姻登记条例》[4]。
- 2003年：德國汽車公司福斯汽車製造的最後一輛舊款式大眾化福斯金龜車在墨西哥普埃布拉的工廠駛出生產線。
- 2006年：2006年以黎衝突中，至少28名平民（含16名兒童）在以色列空軍發起的卡纳空袭（英语：Qana airstrike）中喪生。以色列方面宣稱該空襲是為了阻止由黎巴嫩發射、攻擊以色列民用設施的火箭。
- 2012年：印度北部發生大規模停電。連同隔日的停電，兩次停電共影響22個邦約6億人[5]。
- 2014年：印度马哈拉施特拉邦发生山体滑坡，造成20人死亡、150人被困[6]。
- 2019年：巴基斯坦一架軍機在該國北部要塞拉瓦爾品第郊區進行飛行訓練期間失事墜落，導致18人死亡，15人受傷。[7]
- 2020年：杭州垃圾厂污水接入自来水事件，西湖區政府所屬國有獨資厨余廠污水接入湖埠村飲用水道，村民普遍患病[8]。
- 2020年：香港政府宣佈就立法會議員楊岳橋、郭家麒、郭榮鏗及梁繼昌等四名即時喪失議員資格。
- 2020年：前中華民國總統兼中國國民黨主席李登輝因敗血性休克和多重器官衰竭在臺北榮民總醫院去世，終年97歲（虛齡98歲）。
- 2021年：中華職棒出現首次場內滿貫全壘打。
- 2023年：中国华北地区遭遇特大暴雨灾害。
- 2025年：俄羅斯堪察加半島東南部海域發生MW 8.8地震，太平洋沿岸多地均發出海嘯警報。

## 出生
- 1470年：明孝宗朱祐樘，明朝皇帝（1505年逝世）
- 1549年：斐迪南一世，托斯卡納大公（1609年逝世）
- 1818年：艾米莉·勃朗特，英國小說家（1848年逝世）
- 1863年：亨利·福特，美國汽車工程師、企業家，福特汽車公司建立者（1947年逝世）
- 1875年：安德烈·勒梅爾，法國細菌學家（1956年逝世）
- 1878年：喬爾·斯特賓斯，美國天文學家（1966年逝世）
- 1895年：錢穆，中華民國歷史學家，儒學學者，教育家（1990年逝世）
- 1913年：新美南吉，日本兒童文學作家（1943年逝世）
- 1929年：吳文達，臺灣企業家（2015年逝世）
- 1936年：巴達霍斯女公爵皮拉，西班牙王女（2020年逝世）
- 1936年：巴迪·蓋伊，美國吉他手、歌手
- 1944年：尹靜姬，韓國女演員（2023年逝世）
- 1945年：大衛·山朋，美國中音薩克斯風手（2024年逝世）
- 1947年：阿诺·施瓦辛格，美國男演員、政治人物
- 1948年：尚·雷諾，西班牙裔法國男演員
- 1951年：黃龍，台灣歌仔戲演員（2011年逝世）
- 1957年：堀內賢雄，日本男性聲優
- 1959年：苏丹阿都拉，馬來西亞第十六任最高元首、彭亨州第六任苏丹
- 1960年：理查德·林克莱特，美國導演、編劇
- 1961年：龍千玉，台灣歌手
- 1961年：勞倫斯·費許朋，美國男演員、編劇、製片人、劇作家、導演
- 1963年：尼爾韋伯，英格蘭足球運動員
- 1964年：江淑娜，台灣女歌手
- 1964年：尤尔根·克林斯曼，德國足球運動員、教練
- 1964年：薇薇卡·福克斯，美國女演員、主持人、製片人
- 1966年：溫碧霞，香港演員
- 1967年：努爾蘭·諾海耶夫，哈薩克政治人物
- 1968年：庹宗康，台灣主持人
- 1968年：馬越嘉彥，日本動畫師、人物設計師
- 1968年：泰瑞·克魯斯，美國男演員、前美式足球運動員
- 1970年：克里斯托弗·諾兰，英國導演、編剧
- 1971年：胡晴雯，台灣演員
- 1971年：金廣植，韓國男演員
- 1971年：湯姆·格林，加拿大男演員、說唱歌手、作家、喜劇演員、製片人、導演、脫口秀主持人
- 1972年：蓋瑞·安德森，美國棒球選手
- 1974年：希拉蕊·史旺，美國演員
- 1976年：立威廉，台灣演員
- 1977年：張嘉雲，台灣女主持人
- 1979年：羅志祥，台灣男主持人、歌手、演員、舞者
- 1980年：譚俊彥，香港演員
- 1984年：木村良平，日本男演員、聲優
- 1985年：張紫櫻，香港女主持
- 1986年：鍾瑶，台灣女演員，模特兒
- 1987年：李旻芳，香港女演員
- 1988年：朴世榮，韓國女演員
- 1988年：梁家俊，香港騎師
- 1988年：梁家偉，香港騎師
- 1992年：法比亞諾·卡魯阿納，義大利裔美國西洋棋特級大師
- 1993年：宮崎美穗，日本女藝人，偶像團體AKB48前成員
- 1993年：富樫勇樹，日本職業籃球運動員
- 1998年：達科·約爾吉奇，斯洛維尼亞男子乒乓球運動員

## 逝世
- 334年：陶侃，东晋軍事人物（259年出生）
- 1700年：威廉王子，格洛斯特公爵（1689年出生）
- 1784年：德尼·狄德罗，法国启蒙思想家（1713年出生）
- 1811年：米格爾·伊達爾戈·伊·科斯蒂利亞，墨西哥民族英雄，墨西哥獨立之父（1753年出生）
- 1856年：维尔特（德语：Georg Weerth），德國诗人（1822年出生）
- 1875年：喬治·皮克特，美國邦聯軍將領（1825年出生）
- 1884年：古斯塔夫·勒·格雷，法國攝影師（1820年出生）
- 1898年：奥托·冯·俾斯麦，普鲁士王国首相，德意志帝国第一任總理（1815年出生）
- 1912年：明治天皇，日本第122代天皇（1852年出生）
- 1930年：胡安·甘伯，瑞士足球先驅者、球員、俱樂部主席（1877年出生）
- 1938年：上山滿之進，日本政治人物，第11任臺灣總督（1869年出生）
- 1946年：尼古拉·亞歷山德羅維奇·莫羅佐夫，俄羅斯革命家、科學家（1854年出生）
- 1947年：幸田露伴，日本小說家（1867年出生）
- 1965年：谷崎潤一郎，日本小說家（1886年出生）
- 1976年：魯道夫·布爾特曼，德國神學家（1884年出生）
- 1992年：喬·舒斯特，加拿大裔美國漫畫家，超人的共同創作者（1914年出生）
- 1997年：保大帝，越南阮朝第13任、末代君主（1913年出生）
- 2007年：米开朗基罗·安东尼奥尼，意大利電影導演（1912年出生）
- 2007年：英格瑪·伯格曼，瑞典電影、劇場、以及歌劇導演（1918年出生）
- 2007年：文興宇，中國大陸話劇導演和喜劇演員（1941年出生）
- 2013年：罗伯特·贝拉，美國社會學家（1927年出生）
- 2020年：李登輝，臺灣政治人物，第7（繼任）、8、9任中華民國總統，也是首位民選總統（1923年出生）
- 2022年：索非亞·羅哈斯，哥倫比亞超級人瑞（1907年出生）
- 2022年：帕特·卡羅爾，美國女演員（1927年出生）
- 2022年：陳綢，台灣慈善家（1930年出生）
- 2022年：妮雪兒·尼柯斯，美國女演員、歌手、配音員（1932年出生）
- 2022年：小林清志，日本男聲優、演員、旁白（1933年出生）
- 2023年：黃光國，臺灣心理學家（1945年出生）
- 2023年：保羅·魯賓斯，美國男演員、喜劇演員、作家、製片人（1952年出生）

## 节假日和习俗
- 國際友誼日
- 世界打击贩运人口行为日[9][10]
- ：独立日
- 南蘇丹：烈士節